# 米尔伯茨霍芬-哈特畔
米尔伯茨霍芬-哈特畔（德語：Milbertshofen-Am Hart）是德国巴伐利亚州首府慕尼黑的市辖第11区。

## 简介
米尔伯茨霍芬-哈特畔作为在因戈尔施塔特大街和施莱斯海姆大街之间的一条狭长的地带，是从北端的城市边界一直延伸至南部的佩图埃尔环路。而在因戈尔施塔特大街东侧、海德曼大街（Heidemannstraße）和欧洲工业园之间也有一小块区域属这一市辖区管辖。环绕着米尔伯茨霍芬-哈特畔的还有（位于阿姆利森费尔德地区的）奥林匹克公园西南大部分地带直至兰茨胡特大道以西、慕尼黑北环铁路直至威廉·赖卡德大街（Wilhelmine-Reichard-Straße）以北以及威利·格布哈特河岸/艾克曼大街以南。它由三个市辖分区所组成：米尔伯茨霍芬、利森费尔德畔和哈特畔。

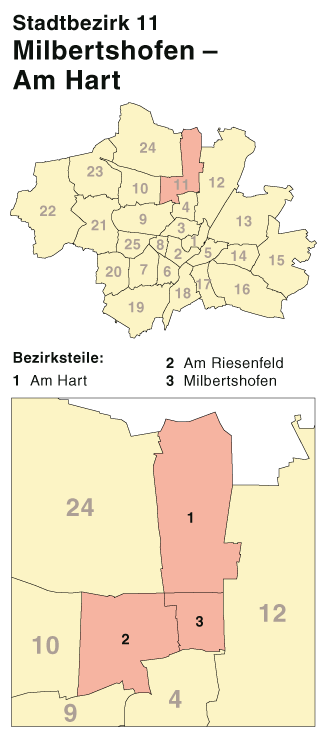
市辖分区

与之相邻的市辖区分别是东部的施瓦宾-弗莱曼，南部的施瓦宾西，西南部的诺伊豪森-宁芬堡，以及西部的莫萨赫和费尔德莫兴-哈森贝格尔。在米尔伯茨霍芬-阿姆哈特北部接壤的则是市镇上施莱斯海姆。

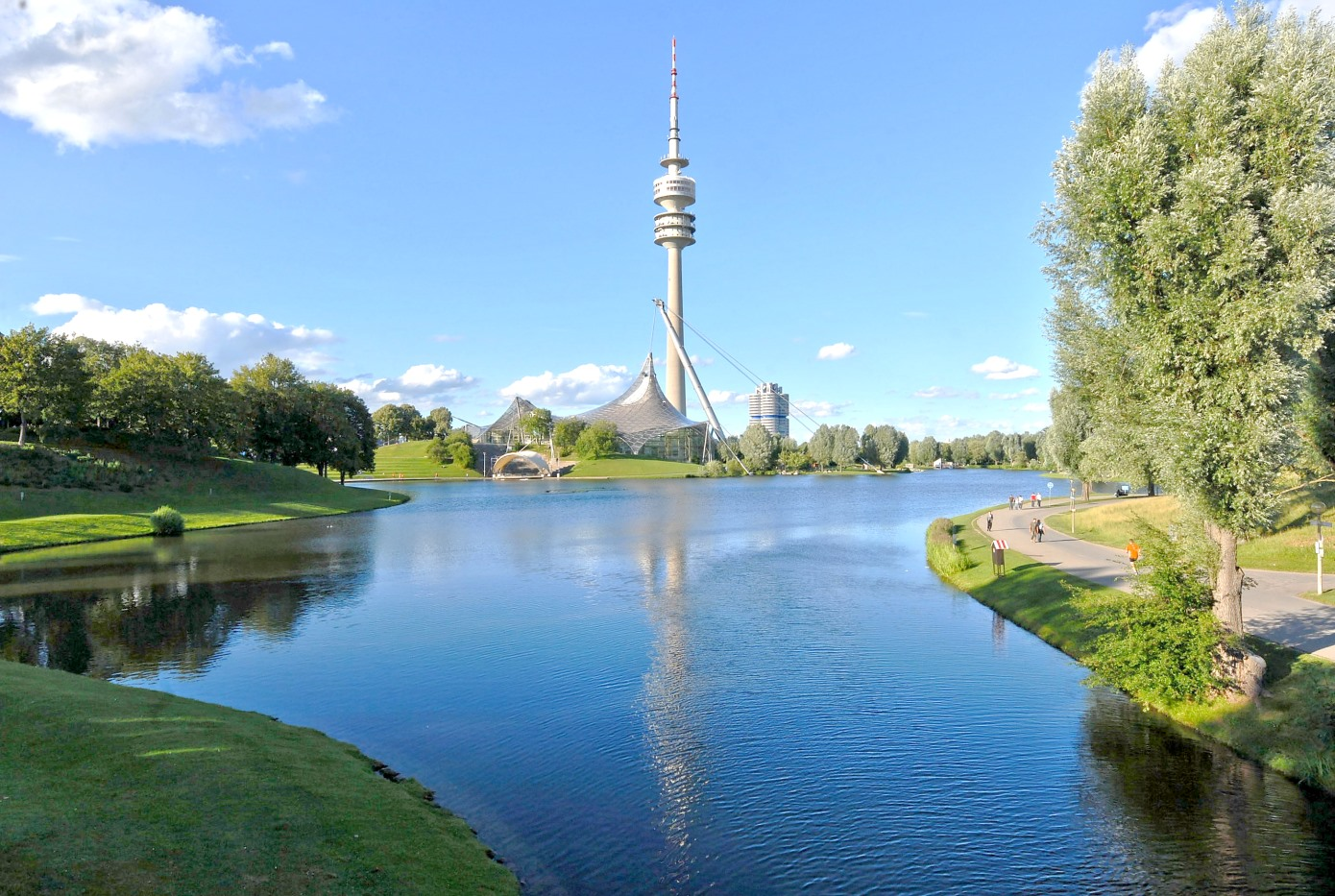
有湖有塔的奥林匹克公园

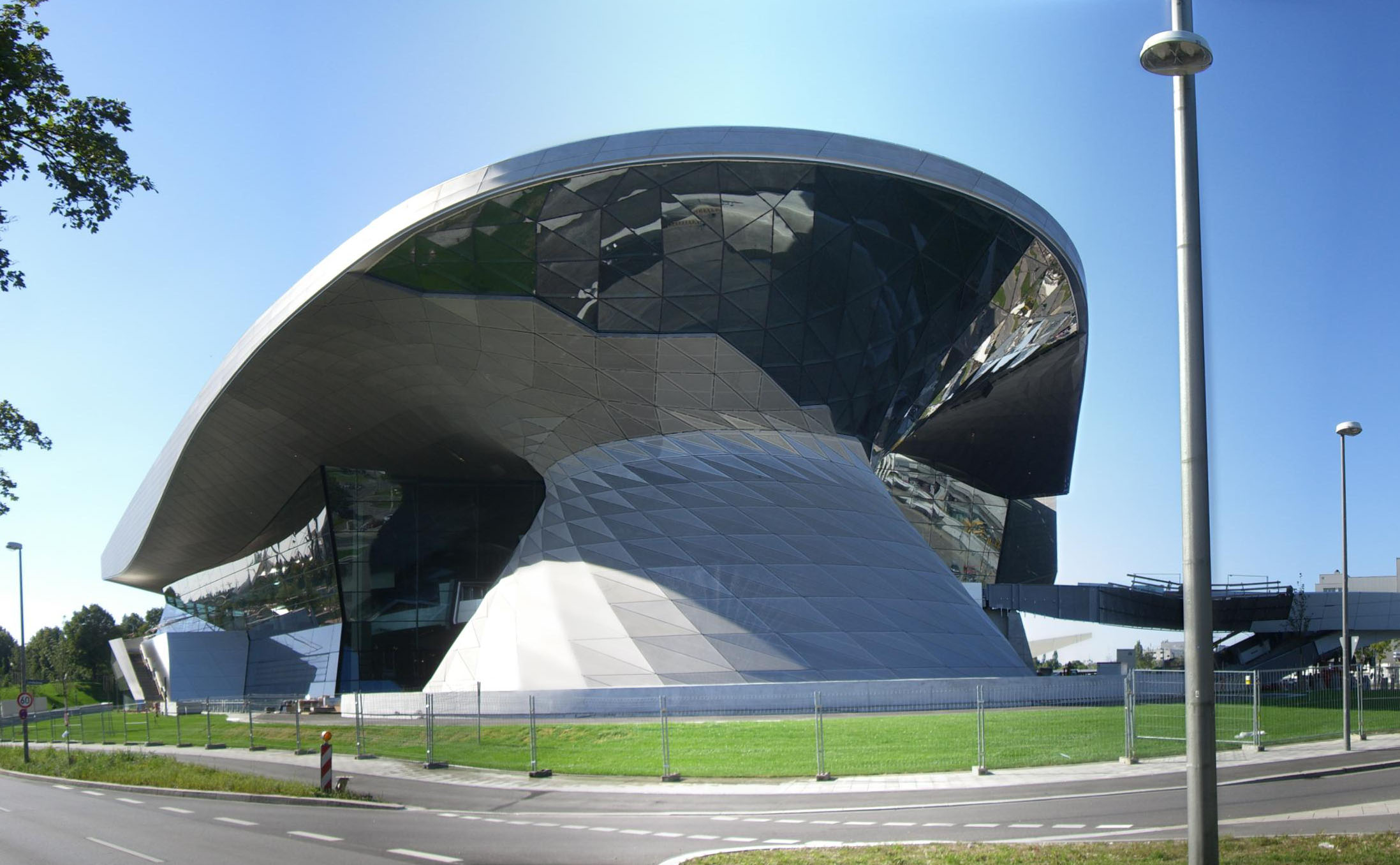
BMW世界

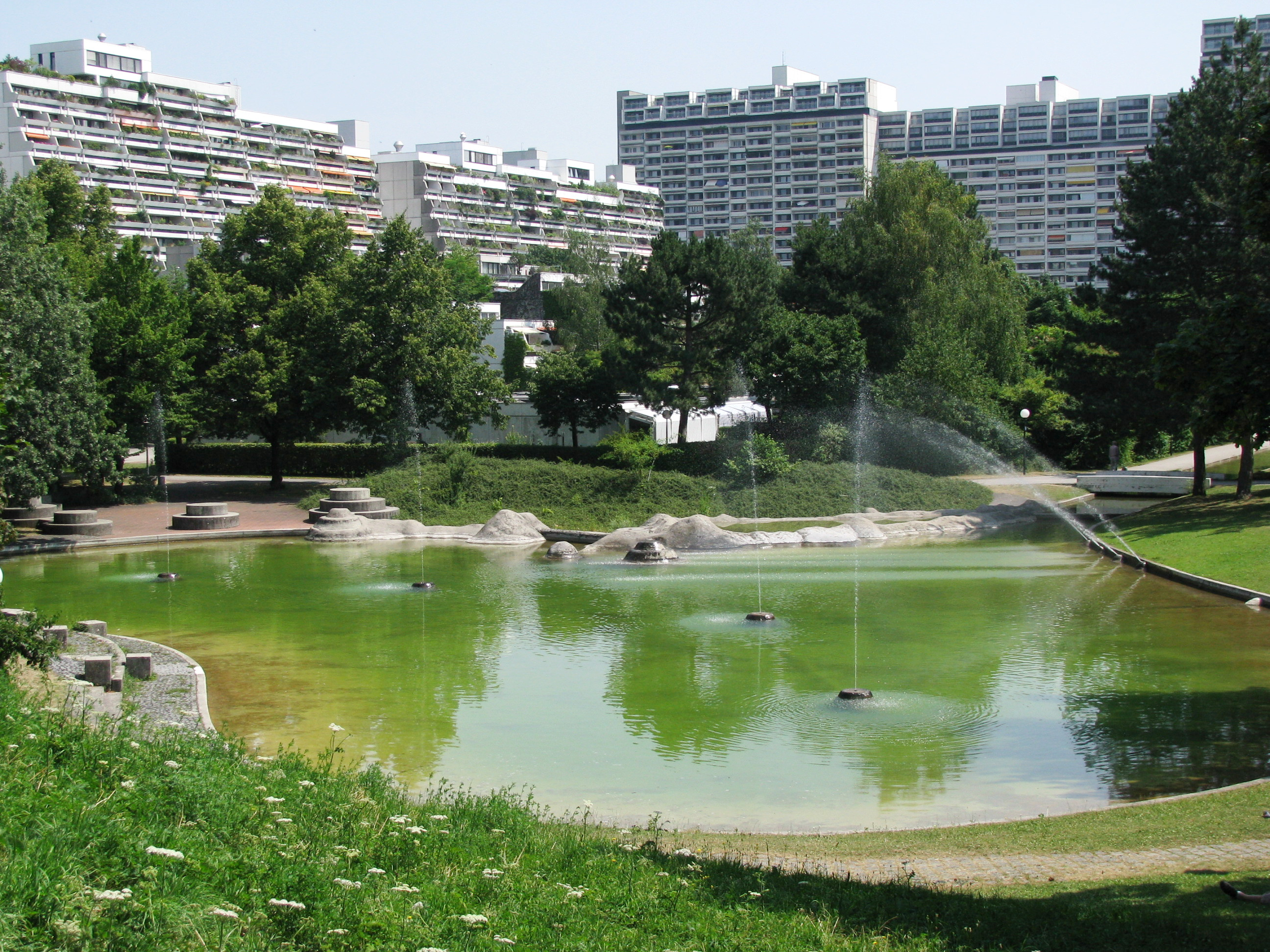
奥运村 (慕尼黑)内的纳迪湖

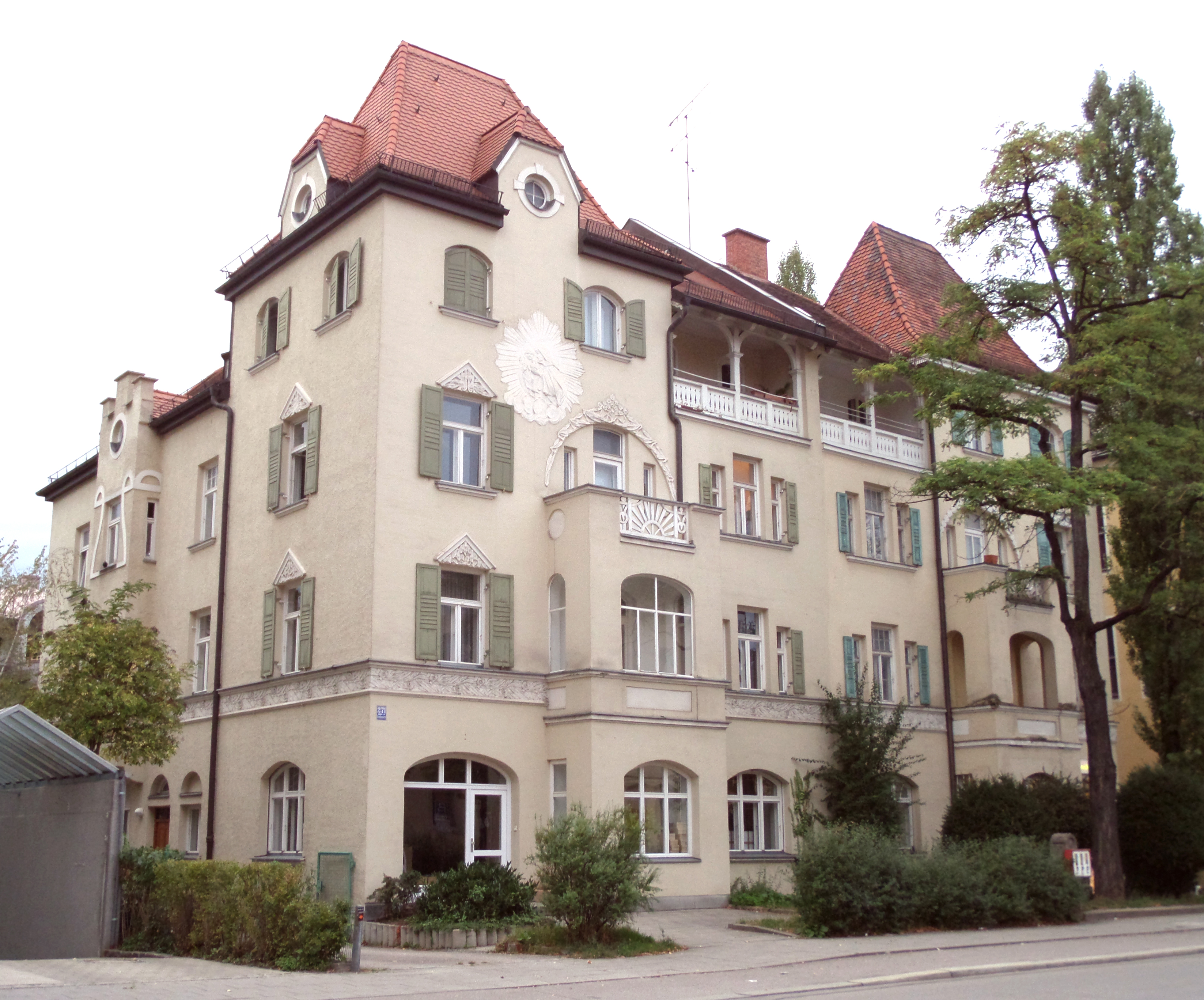
施莱斯海姆大街 (慕尼黑)271-273号

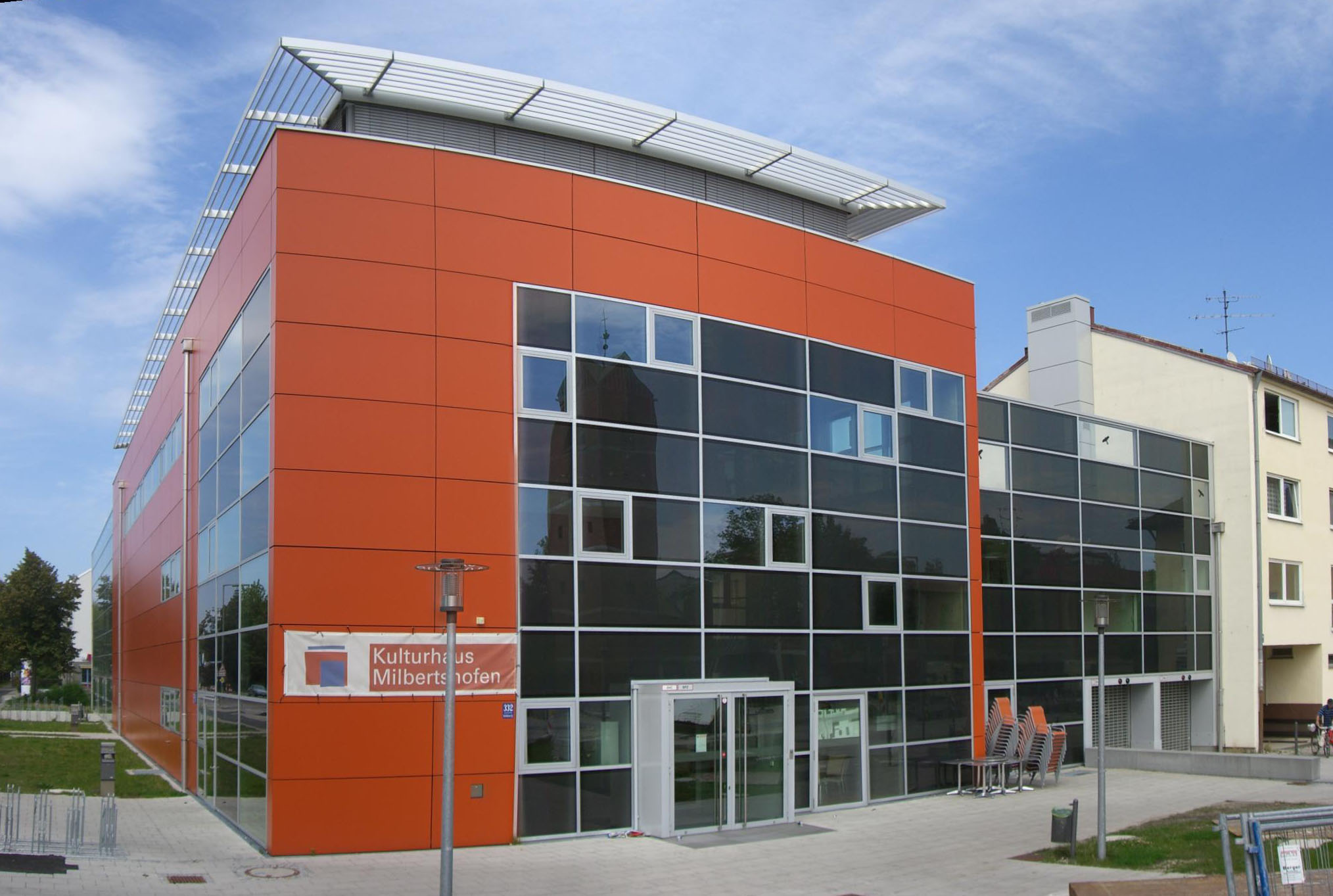
米尔伯茨霍芬文化之家

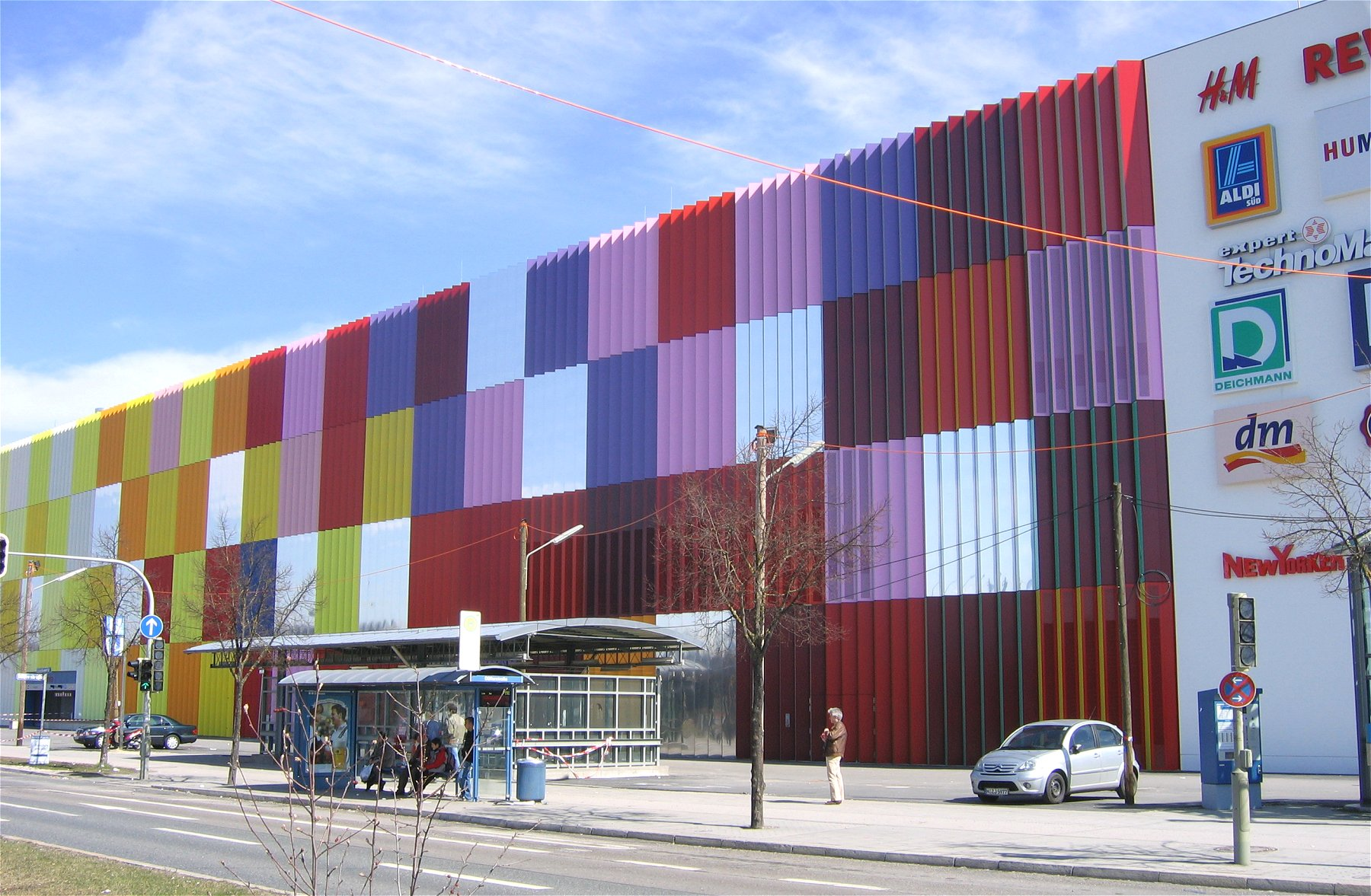
米拉购物中心

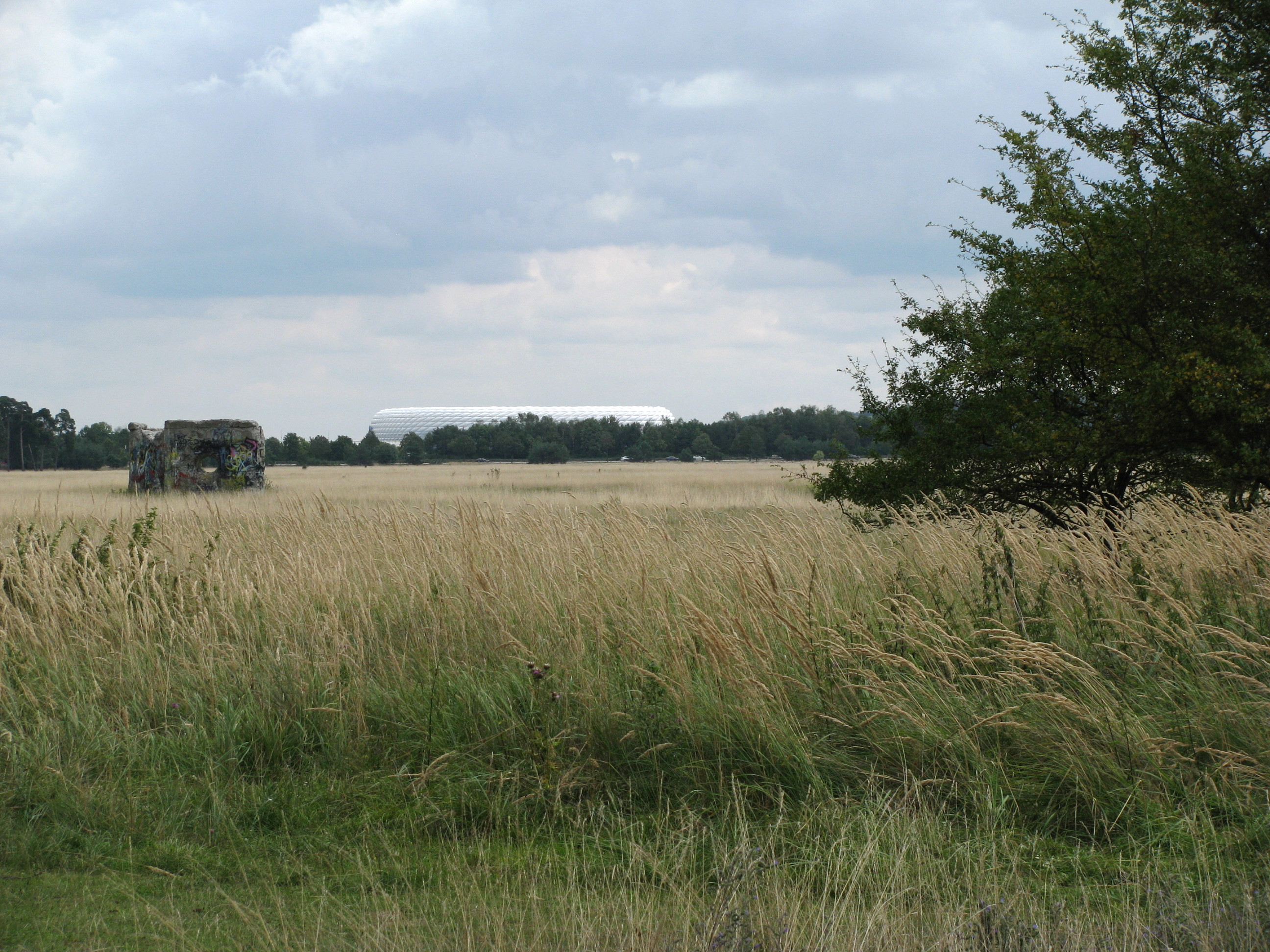
从装甲草场远眺安联球场

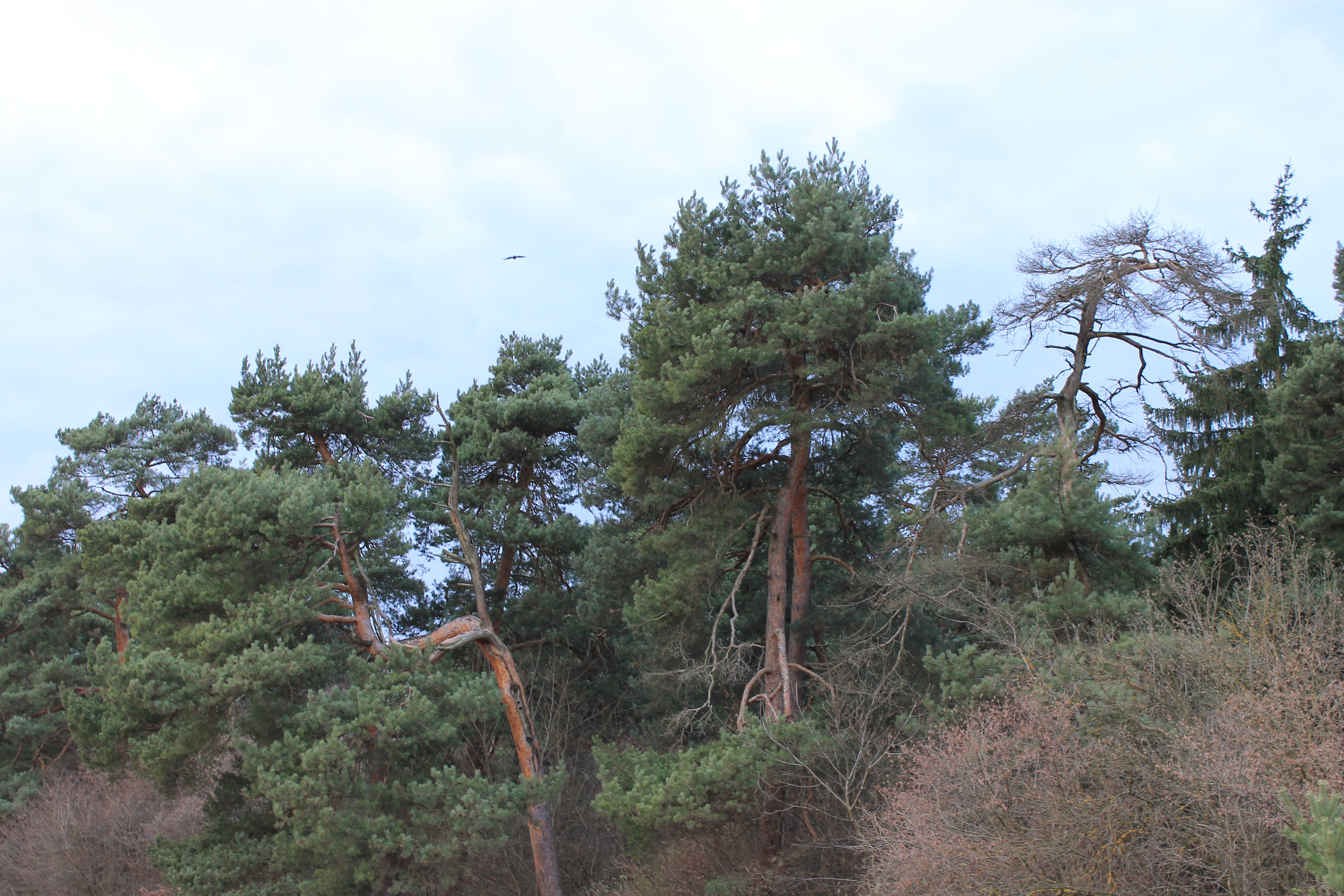
哈特霍尔茨森林

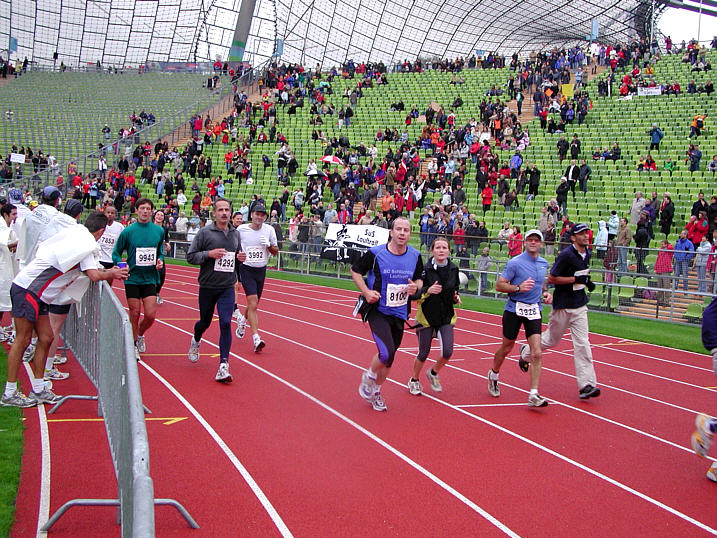
München Marathon

### 东南部分－米尔伯茨霍芬
市辖区东南部的分区是米尔伯茨霍芬，它涵盖的地区是1913年被并入慕尼黑的原同名城市米尔伯茨霍芬。由于那里较早便开始工业化，因此形成了工业、商业以及社会住房比例较高的居所的混杂。欧洲工业园便位于因戈尔施塔特大街旁。通过对许多住宅设施进行翻新以及新建现代化的公寓，使得米尔伯茨霍芬在近期与南部相邻的施瓦宾之间的差异日渐模糊。自从交通繁忙的佩图埃尔环路通过开通佩图埃尔隧道而将行车引入地下后，施瓦宾和米尔伯茨霍芬间可以通过绿道佩图埃尔公园相连。2005年，米尔伯茨霍芬文化之家开业，其附属的广场库尔特·梅兹格广场也在2007年落成。那里逢周五的的13:00至18:00还会举办每周集市。

### 西南部分－利森费尔德畔
利森费尔德畔是米尔伯茨霍芬-哈特畔三个市辖分区中最靠西的一个。区内的奥林匹克公园还设有奥运村、奥伯维森费尔德学生社区、ZHS的体育中心以及工业大学和奥林匹克山。在奥运村内密集发展出了宁静的、适合儿童的住宅，而居住区内位于基底上层的行车道则是在人行道下方伸展。这一地区是在1966至1972年间，为迎接1972年第二十届夏季奥运会而全面重新设计。在此之前，它被称为奥伯维森费尔德并容纳有一个大型的飞行场地，邻近的BMW工厂一直在此进行航空发动机的测试直至1945年。位于奥林匹克公园北侧的是奥伯维森费尔德畔社区，那里设有BMW集团经典博物馆。在2007年10月20日至21日，BMW世界在佩图埃尔环路旁正式开门迎客。BMW博物館也设于此。

### 北侧部分－哈特畔
北部的市辖分区哈特畔（慕尼黑北环铁路以北）有很大一部分从属于前市镇费尔德莫兴，仅卡尔特贝格（Kaltherberge）和邻近如今因戈尔施塔特大街旁的地带归属另一个前市镇米尔伯茨霍芬。在哈特畔西南部的装甲草场仍有可用的空地，那里自1990年代以来已形成了一个拥有数千居民的住宅区北大荒。哈特畔的北端则与森林地形哈特霍尔茨相连。进而影响地区发展的是一系列来自战间期的原工人住房，例如哈特霍夫、哈特畔（哈特景区，由森林覆盖的小山）、卡尔特贝格和诺伊赫尔贝格等居民区。在克诺尔大街/特罗保大街（Troppauer Straße）拐角的BMW研究与创新中心对面，竖立有一个纪念雕塑，名为米尔伯茨霍芬犹太营。分区的南部是欧洲工业园。米拉购物中心和2411文化中心（Kulturzentrum 2411）相继于2009年和2012年开业。2016年则成立了慕尼黑北文理中学，一所运动精英学校。

### 总览
米尔伯茨霍芬拥有在慕尼黑各市辖区中数量最多的制造业就业岗位。这很大一部分得益于BMW的总厂和相关的研究与创新中心。奥运村内有过半数的居民来自中产阶级——当中包括许多官员和学者。而市辖区录得的39.2%的外籍人口比例亦为全市最高。至于服务行业，尤其是在西部的欧洲工业园以及包括新上巴伐利亚警察总局和巴伐利亚州立宪法保护局在内的公共部门，使其日益拥有更大的就业份额。早前在个别市辖分区之间的社会结构巨大差距已在过去三十年间得到消弭。与以往一样，市辖区内拥有孩子的家庭所占比例较高。区内有28%的领土为绿地空间，其中最显著的贡献来自奥林匹克公园和装甲草场。

## 历史
米尔伯茨霍芬最早是在1149年或1152年以的名义被首次提及。这个词可能是出自的刻意模糊的发音。后者曾是一个隐居者庭院的名称，那里的人们后由于疾病或是惩戒已被强行迁走，具体的原因当地居民并没有公开。这一名称的最早记载出现在1140年左右的一份文献，当时法雷的康拉德一世伯爵将他在的所有财产及其父母的超度亡灵都移交给舍夫特拉尔恩修道院。由于所捐赠的土地只能作为牧场用途，修道院便使它成为一个牲畜饲养场，以及一个牧场农舍，并根据圣人乔治取名为“圣乔治牧场农舍。
对于圣乔治牧场农舍内有缴税义务的农民，其富余的谷物在研磨前会由一个领班和俗人修士负责储存在磨坊附近的货仓内。由于这些谷物是他们餐资来源的一部分，因此货仓的所在地也被称为“磨无酵饼（Mühlmazze）”。不久它又被称作无酵饼磨坊（Mühlmazzhof），这便是地名米马茨霍芬（Mühlmatzhofen）－米尔伯茨霍芬的起源。此后它也曾采用过不同的名称，例如1310年的米灵斯霍芬（Mülingshoven）、1325年的米本霍芬（Mülbenhoven）、1336年的穆曼茨霍芬（Mulmantzhoven）以及1468年的米贝兹霍芬（Milberzhofen）。
1668年1月10日，选帝侯费迪南德·玛利亚将“米尔伯茨霍芬的圣乔治牧场农舍（St. Georgenschwaige zu Milbertshofen）”升格为宫廷领地级别。
米尔伯茨霍芬在经历了几个世纪后仍然只是一个牧场农舍，直至1800年起开始扩张为慕尼黑最新的市分区，因为选帝侯马克西米利安四世将庄园移交给了四个森林地区的农民。一个属于牧场农舍的教堂在1360年被首次提及。16世纪初在其遗址上建立的老乔治教堂是米尔伯茨霍芬发迹的仅存见证。早期米尔伯茨霍芬的中心位于如今的发动机大街（Motorstraße）上。米尔伯茨霍芬在1800年前后只有432位居民。
1905年，米尔伯茨霍芬体操及体育俱乐部成立。1910年，米尔伯茨霍芬获得城市地位。然而仅仅三年后，在1913年4月1日，米尔伯茨霍芬便被并入慕尼黑。此前一年，新乔治教堂已在米尔伯茨霍芬广场落成。在纳粹独裁期间，一座用于犹太市民的临时营地自1941年起落户米尔伯茨霍芬，并从那里被驱逐至不同的集中营。自1941年4月落成后，它在1941年9月至1942年8月作为猶太人居住區供在此期间“租住”的犹太裔慕尼黑人使用，并最终用作驱逐的中转仓库。慕尼黑的前两次大型驱逐行动分别是在1941年11月20日发往考那斯（立陶宛）以及1942年4月4日发往皮亞斯基（波兰），它们都发生在邻近的米尔伯茨霍芬车站。
在1980年代，尼策街7号（Nietzschestraße 7b）成为了慕尼黑庞克文化聚会的后花园。庞克乐队休闲81亦是在此演奏。
2008年6月11日，区议会决定将市辖区更名为米尔伯茨霍芬-哈特畔-奥运村（Milbertshofen-Am Hart-Olympiadorf），但在随后的一次会议中，市政当局却要求无限期搁置。他们希望避免，对慕尼黑可能申办成功的2018年冬奥会以及随之需要建立一个新的奥运村发生混淆。

## 人口统计
(截至每年12月31日)
| 年份 | 人口   | 外国人（比例）  | 面积 （km²） | 人口密度 （每km²） | 来源及其它数据                                  |
| ---- | ------ | --------------- | ------------ | ------------------ | ----------------------------------------------- |
| 2000 | 60,265 | 20,094 (33.3 %) | 13.3733      | 4,506              | 慕尼黑统计年鉴2001 （页面存档备份，存于） (PDF) |
| 2001 | 61,034 | 20,372 (33.4 %) | 13.3733      | 4,564              | 慕尼黑统计年鉴002 （页面存档备份，存于） (PDF)  |
| 2002 | 61,655 | 20,800 (33.7 %) | 13.3733      | 4,610              | 慕尼黑统计年鉴2003 （页面存档备份，存于） (PDF) |
| 2003 | 61,886 | 21,154 (34.2 %) | 13.3734      | 4,628              | 慕尼黑统计年鉴2004 （页面存档备份，存于） (PDF) |
| 2004 | 63,076 | 21,773 (34.5 %) | 13.3734      | 4,717              | 慕尼黑统计年鉴2005 （页面存档备份，存于） (PDF) |
| 2005 | 64,612 | 22,896 (35.4 %) | 13.3734      | 4,831              | 慕尼黑统计年鉴2006 （页面存档备份，存于） (PDF) |
| 2006 | 66,992 | 23,355 (34.9 %) | 13.3734      | 5,009              | 慕尼黑统计年鉴2007 （页面存档备份，存于） (PDF) |
| 2007 | 67,864 | 23,903 (35.2 %) | 13.3711      | 5,075              | 慕尼黑统计年鉴2008 （页面存档备份，存于） (PDF) |
| 2008 | 68,198 | 24,105 (35.3 %) | 13.3831      | 5,096              | 慕尼黑统计年鉴2009 （页面存档备份，存于） (PDF) |
| 2009 | 68,023 | 23,683 (34.8 %) | 13.4164      | 5,070              | 慕尼黑统计年鉴2010 （页面存档备份，存于） (PDF) |
| 2010 | 68,970 | 24,373 (35.3 %) | 13.4164      | 5,141              | 慕尼黑统计年鉴2011 （页面存档备份，存于） (PDF) |
| 2011 | 70,470 | 25,517 (36.2 %) | 13.4164      | 5,253              | 慕尼黑统计年鉴2012 （页面存档备份，存于） (PDF) |
| 2012 | 72,506 | 27,197 (37.5 %) | 13.4164      | 5,404              | 慕尼黑统计年鉴2013 （页面存档备份，存于） (PDF) |
| 2013 | 73,617 | 28,243 (38.4 %) | 13.4164      | 5,487              | 慕尼黑统计年鉴2014 （页面存档备份，存于） (PDF) |
| 2014 | 74,667 | 29,253 (39.2 %) | 13.4164      | 5,565              | 慕尼黑统计年鉴2015 （页面存档备份，存于） (PDF) |

## 政治
米尔伯茨霍芬-哈特畔上一次的区议会选举是在2014年3月16日。其议席分配如下：社民党13席、基社盟11席、绿党5席、自选协/生民党3席以及自民党1席。在米尔伯茨霍芬-哈特畔共48789名符合投票资格的居民中，有15489人行使了自己的表决权，选民投票率约为31.7%。